# Phyllis Hyman
Phyllis Linda Hyman (Filadélfia, Pensilvânia em 6 de julho de 1949 — 30 de junho de 1995) foi uma atriz, cantora e compositora americana.

## Discografia
| Ano                                   | Título                       | Posições | Posições | Posições | Gravadora          |
| Ano                                   | Título                       | US       | US R&B   | UK       | Gravadora          |
| ------------------------------------- | ---------------------------- | -------- | -------- | -------- | ------------------ |
| 1977                                  | Phyllis Hyman                | 107      | 49       | —        | Buddah             |
| 1978                                  | Sing a Song                  | —        | —        | —        | Buddah             |
| 1979                                  | Somewhere in My Lifetime     | 70       | 15       | —        | Arista             |
| 1979                                  | You Know How to Love Me      | 50       | 10       | —        | Arista             |
| 1981                                  | Can't We Fall in Love Again? | 57       | 11       | —        | Arista             |
| 1983                                  | Goddess of Love              | 112      | 20       | —        | Arista             |
| 1986                                  | Living All Alone             | 78       | 11       | 97       | Philadelphia Int'l |
| 1991                                  | Prime of My Life             | 117      | 10       | —        | Philadelphia Int'l |
| 1995                                  | I Refuse to Be Lonely        | 67       | 12       | —        | Philadelphia Int'l |
| 1998                                  | Forever with You             | —        | 66       | —        | Philadelphia Int'l |
| "—" denotes the album failed to chart |                              |          |          |          |                    |

## Filmografia
- 1974: Lenny
- 1985: Too Scared to Scream
- 1988: School Daze
- 1989: The Kill Reflex
- 1989: Soda Cracker